# Эюбов, Ягуб Абдулла оглы
Эюбов Ягуб Абдулла оглы (азерб. Eyyubov Yaqub Abdulla oğlu; 24 октября 1945, Баку, Азербайджанская ССР, СССР) — азербайджанский государственный деятель, первый заместитель премьер-министра Азербайджана. Курирует деятельность следующих секторов экономики: машиностроительная промышленность, обрабатывающая промышленность, топливно-энергетический комплекс.

## Биография
Родился 24 октября 1945 года в городе Баку Азербайджанской ССР. В 1963 году окончил 11-летнюю среднюю школу и поступил в Азербайджанский политехнический институт. После завершении военной службы в рядах Советской Армии в 1964—1968 годах продолжил обучение. Был отличником, Ленинским стипендиатом и активистом. Во время учебы был заместителем секретаря комсомольской организации института, затем заместителем секретаря и секретарем партийного комитета института. Был избран первым и единственным студентом депутатом в Верховный совет Азербайджанской ССР (1971—1975 годы).
В 1972 году окончил Азербайджанский политехнический институт и продолжил в нем работать. С 1975 года работал в Азербайджанском инжернерно-строительном институте на различных должностях (доцент, зам.декана, и. о. декана), в 1983—1992 годах работал проректором по научной работе.
В 1975 году успешно защитил диссертацию на соискание учёной степени кандидата технических наук, а в 1990 году в Московском инженерно-строительном институте защитил докторскую диссертацию. В 1991 году получил учёную степень доктора технических наук и учёное звание профессора. Избран академиком Международной и Азербайджанской инженерных академий.
В 1991 году Высшей аттестационной комиссией СССР назначен председателем Регионального специализированного совета по присуждению учёной степени доктора технических наук.
С 1992 года возглавляет кафедру «Фундаменты, основания и подземные строения» Азербайджанского университета архитектуры и строительства.
С 1980 года занят научной деятельностью. Автор свыше трехсот научных работ по «Нелинейная механика», «Строительная механика», «Механика грунта и строительство фундамента» и другим направлениям, а также десятка монографий, учебников и учебных пособий изданных в разных странах.
В 1997 году назначен Председателем Государственного комитета по надзору в сфере промышленной безопасности и горного надзора Азербайджанской Республики.
В 1999 году назначен заместителем премьер-министра Азербайджанской Республики.
С 2003 года первый заместитель премьер-министар Азербайджанской Республики.

## Награды
- Орден «Şərəf» (Честь) (23 октября 2015 года) — за плодотворную деятельность в социально-экономическом развитии Азербайджанской Республики[1].
- Орден «За службу Отечеству» I степени (23 октября 2020 года) — за особые заслуги в государственном строительстве в Азербайджанской Республике[2].
- Орден Дружбы (22 сентября 2015 года, Россия) — за большой вклад в укрепление дружбы и сотрудничества с Российской Федерацией, развитие экономических и культурных связей[3].
- Орден Почёта (22 октября 2015 года, Белоруссия) —  за значительный личный вклад в укрепление и развитие торгово-экономических отношений между Республикой Беларусь и Азербайджанской Республикой[4].
- Орден преподобного Сергия Радонежского II степени (2019 год, РПЦ)[5].
- Золотая медаль «XX юбилей Международной инженерной академии» (2012 год, Азербайджанская инженерная академия)[6].